# باولا (مالطا)
باولا هي مدينة من مدن مالطا تقع في المنطقة الجنوبية الشرقية. يبلغ عدد سكانها 7,864 نسمة وذلك حسب إحصائيات مارس 2014. تبلغ مساحتها 2.5 كم².

## توأمة
لباولا (مالطا) اتفاقيات توأمة مع:
- باولا

## أعلام
- إدي ثيوبالد
- جوزيف أليساندرو
- أندرو كوهن